# Harry Sweeny
Harrison Sweeny, detto Harry (Warwick, 9 luglio 1998), è un ciclista su strada australiano che corre per il team EF Education-EasyPost. È professionista dal 2021.

## Carriera
Inizia la carriera ciclistica nel 2015, nella categoria Juniores, dopo aver gareggiato nel triathlon. Nel 2016, sempre da Junior, vince il titolo nazionale a cronometro di categoria, e si classifica decimo ai mondiali in linea di categoria a Doha. L'anno dopo debutta nella categoria Elite/Under-23 con la formazione Continental australiana Mitchelton-Scott, partecipando tra gli altri al Giro d'Italia Under-23; nel 2019, con la maglia dell'EvoPro Racing, squadra Continental irlandese, ottiene la prima vittoria in carriera da Under-23, conquistando la terza tappa del Rhône-Alpes Isère Tour, con arrivo a Saint-Maurice-l'Exil. Il 6 ottobre 2020 vince quindi la 92ª edizione del Piccolo Giro di Lombardia, aggiudicandosi la corsa al termine di una fuga in solitaria durata 15 chilometri.
Nel 2021 diventa professionista con la Lotto Soudal, formazione World Tour belga con cui firma un biennale; con la squadra partecipa quindi al suo primo grande Giro, venendo convocato per il Tour de France come gregario di Caleb Ewan. Nella 12ª tappa, con arrivo a Nîmes, entra nella fuga di giornata e conclude la frazione al terzo posto alle spalle del vincitore di giornata Nils Politt e all'esperto spagnolo Imanol Erviti.

## Palmarès

### Strada
- 2016 (Juniores)

Campionati oceaniani, Prova a cronometro Junior
Campionati australiani, Prova a cronometro Junior
- 2019 (EvoPro Racing)

3ª tappa Rhône-Alpes Isère Tour (Montanay > Saint-Maurice-l'Exil)
- 2020 (Lotto Soudal U23)

Piccolo Giro di Lombardia

#### Altri successi
- 2017 (Mitchelton Scott)

1ª tappa, 1ª semitappa Toscana-Terra di ciclismo (Cinigiano, cronosquadre)

## Piazzamenti

### Grandi Giri
- Tour de France

2021: 85º
2025: 35º
- Vuelta a España

2022: non partito (10ª tappa)
2024: 78º

### Classiche monumento
- Milano-Sanremo

2024: 79º
2025: 89º
- Giro delle Fiandre

2024: ritirato
2025: ritirato
- Parigi-Roubaix

2021: 39º
2024: 70º
- Liegi-Bastogne-Liegi

2023: 63º
2024: 59º
2025: 91º

### Competizioni mondiali
- Campionati del mondo

Richmond 2015 - Cronometro Junior: 47º
Richmond 2015 - In linea Junior: ritirato
Doha 2016 - Cronometro Junior: 20º
Doha 2016 - In linea Junior: 10º
Yorkshire 2019 - In linea Under-23: 53º
Fiandre 2021 - In linea Elite: ritirato
Glasgow 2023 - In linea Elite: ritirato
Zurigo 2024 - In linea Elite: ritirato